# Silvia Baradel
Silvia Baradel (* 2. Juni 1991 in Anzio) ist eine italienische Volleyballspielerin.

## Karriere
Baradel begann ihre Karriere 2008 in der Nachwuchsmannschaft Volleyrò. In der Saison 2009/10 spielte sie mit Fidia Rom ebenso in der dritten italienischen Liga (B1) wie ein Jahr später mit Vigolzone Volley. 2011 wechselte die Zuspielerin zu Ornavasso Volley. Mit dem Verein gelang ihr innerhalb von zwei Jahren der Aufstieg von der dritten in die erste Liga. Baradel kam allerdings wegen mehrerer Verletzungen nur zu wenigen Einsätzen. Im Januar 2013 musste sie am Knie operiert werden. Im Oktober desselben Jahres zog sie sich einen Kreuzbandriss zu; damit verpasste sie die Saison 2013/14. Im Sommer 2014 wechselte die Zuspielerin schließlich zum Drittligisten Tecnoteam Albese. 2015 wurde sie vom deutschen Bundesligisten Ladies in Black Aachen verpflichtet; sie war die erste italienische Spielerin in der Geschichte des Vereins. Die Aachenerinnen schieden in den Pre-Playoffs der Bundesliga-Saison 2015/16 aus und mussten Insolvenz anmelden, weshalb Baradel den Verein nach einer Saison verließ.